# Елибаев, Абдуразак Алпысбаевич
Абдуразак Алпысбаевич Елибаев — советский хозяйственный, государственный и политический деятель.

## Биография
Родился в 1908 году в ауле № 2 Сары-Суйского района. Член КПСС.
С 1929 года — на хозяйственной, общественной и политической работе. В 1929—1981 гг. — работник связи в Чимкентской телеграфно-почтовой конторе, начальник почтово-телеграфного отделения станции Туркестан, начальник Джамбулской городской конторы связи, заместитель начальника Восточно-Казахстанского областного управления связи, начальник Автогужтракта связи, начальник управления делами уполномоченного Минсвязи СССР в Казахской ССР, начальник Алматинской городской почтовой конторы, участник Великой Отечественной войны, политрук в составе 18-й гвардейской стрелковой дивизии, начальник военно-почтовой связи танкового корпуса, начальник Алматинского областного управления Министерства связи, заместитель уполномоченного Министерства связи СССР по Казахской ССР, рядовой инженер-экономист городской телефонной связи, начальник Алматинской почтовой конторы, начальник Алматинского областного управления Министерства связи, министр связи Казахской ССР (1962—1981).
Дети: Елибаев Еркин, Елибаева Сауле.
Избирался депутатом Верховного Совета Казахской ССР 7-10-го созывов.
Умер в Алматы в 2000 году, похоронен на Кенсайском кладбище.